# Eleição municipal de Macaé em 2008
A eleição municipal da cidade brasileira de Macaé em 2008 ocorreu no dia 05 de outubro de 2008, como parte do conjunto de eleições municipais no Brasil que ocorreram no mesmo ano. Na ocasião, foram eleitos um prefeito, vice-prefeito e 12 vereadores para a Câmara Municipal da cidade.
A campanha eleitoral contou com a participação de 5 candidatos a prefeito. O prefeito em exercício, Riverton Mussi, do PSDB, concorreu a reeleição. O primeiro turno foi realizado em 05 de outubro de 2008. Riverton Mussi, candidato pelo PMDB, foi eleito com 41.026 votos (41,64% dos votos válidos), seguido de Dr. Aluizio, do PV, que obteve 38.072 votos (38,64%).
Na Câmara dos Vereadores, 139 candidatos concorreram ao pleito e 12 foram eleitos. Dentre os vereadores eleitos, 6 foram reeleitos. O PMDB foi o partido que conquistou o maior número de assentos, com 5 eleitos. George Jardim foi o candidato mais votado, recebendo 4.298 votos (4,79% dos votos validos).  Os candidatos eleitos tomaram posse em 1 de janeiro de 2009 para exercerem um mandato de quatro anos.

## Candidaturas para a prefeitura
| Nº      | Prefeito(a)  | Prefeito(a)                                  | Prefeito(a)       | Prefeito(a)                       | Vice-prefeito(a) | Vice-prefeito(a) | Vice-prefeito(a)                          | Vice-prefeito(a)  | Vice-prefeito(a)                       | Coligação Partido(s)                                                                      |
| Nº      | Candidato(a) | Candidato(a)                                 | Partido Federação | Cargos relevantes                 | Candidato(a)     | Candidato(a)     | Candidato(a)                              | Partido Federação | Cargos relevantes                      | Coligação Partido(s)                                                                      |
| ------- | ------------ | -------------------------------------------- | ----------------- | --------------------------------- | ---------------- | ---------------- | ----------------------------------------- | ----------------- | -------------------------------------- | ----------------------------------------------------------------------------------------- |
| 15      |              | Riverton Mussi Riverton Mussi Ramos          | PMDB              | - Prefeito                        |                  |                  | Marilena Garcia Marilena Pereira Garcia   | PT                | - Vereador                             | Futuro Melhor Para Macaé PCdoB PDT PSL PTC PMDB PRP PTdoB PT PSDC PR PHS PTN PRTB PPS PRB |
| 16      |              | Professor Alexandre Alexandre Elias Da Silva | PSTU              | - Professor De Ensino Fundamental |                  |                  | Rafael Rafael Da Anunciação               | PSOL              | - Aposentado (Exceto Servidor Público) | Frente Macaé Socialista - Pstu/Psol PSTU PSOL                                             |
| 21      |              | Francobr Corredor Antonio De Souza Franco    | PCB               | - Petroleiro                      |                  |                  | Savio Da Otica Sebastião Savio Vitoriano  | PCB               | - Comerciário                          | Sem coligação                                                                             |
| 43      |              | Dr. Aluizio Aluizio Dos Santos Junior        | PV                | - Médico                          |                  |                  | Gerson Lucas Gerson Lucas Martins         | PV                | - Comerciante                          | Sem coligação                                                                             |
| 45      |              | Silvio Lopes Silvio Lopes Teixeira           | PSDB              | - Administrador                   |                  |                  | Paulo Paes Paulo Roberto Paes De Oliveira | PSDB              | - Comerciante                          | Coligacao Avanca Macaé PTB PP PSDB PSB DEM PSC                                            |
| Fontes: |              |                                              |                   |                                   |                  |                  |                                           |                   |                                        |                                                                                           |

## Candidatos à vereança
| Coligação                                           | Partido | Partido | Candidaturas |
| --------------------------------------------------- | ------- | ------- | ------------ |
| Para O Bem de Macaé (23 candidatos)                 |         | PT      | 7            |
| Para O Bem de Macaé (23 candidatos)                 |         | PTN     | 6            |
| Para O Bem de Macaé (23 candidatos)                 |         | PTC     | 5            |
| Para O Bem de Macaé (23 candidatos)                 |         | PRB     | 3            |
| Para O Bem de Macaé (23 candidatos)                 |         | PCdoB   | 2            |
| Coligacao Avanca Macaé (22 candidatos)              |         | PSDB    | 14           |
| Coligacao Avanca Macaé (22 candidatos)              |         | PP      | 4            |
| Coligacao Avanca Macaé (22 candidatos)              |         | PSC     | 2            |
| Coligacao Avanca Macaé (22 candidatos)              |         | PSB     | 2            |
| O Trabalho Continua (22 candidatos)                 |         | PMDB    | 18           |
| O Trabalho Continua (22 candidatos)                 |         | PRP     | 4            |
| Macaé Cidade Querida (22 candidatos)                |         | PPS     | 20           |
| Macaé Cidade Querida (22 candidatos)                |         | PSDC    | 2            |
| Todos Por Macaé O Trabalho Continua (21 candidatos) |         | PDT     | 18           |
| Todos Por Macaé O Trabalho Continua (21 candidatos) |         | PR      | 3            |
| Macaé no Rumo Certo (19 candidatos)                 |         | PTdoB   | 17           |
| Macaé no Rumo Certo (19 candidatos)                 |         | PSL     | 2            |
| Frente Macaé Socialista - Pstu/Psol (3 candidatos)  |         | PSOL    | 3            |
| Sem coligação                                       |         | PCB     | 5            |
| Sem coligação                                       |         | PV      | 2            |
| Fontes:                                             |         |         |              |

## Resultados da eleição

### Prefeito
| Candidato(a) a prefeito  | Candidato(a) a prefeito    | Candidato(a) a vice-prefeito | Primeiro turno 05 de outubro de 2008 | Primeiro turno 05 de outubro de 2008 |
| Candidato(a) a prefeito  | Candidato(a) a prefeito    | Candidato(a) a vice-prefeito | Total                                | Percentagem                          |
| ------------------------ | -------------------------- | ---------------------------- | ------------------------------------ | ------------------------------------ |
|                          | Riverton (PMDB)            | Marilena Garcia (PT)         | 41.026                               | 41,64%                               |
|                          | Dr. Aluizio (PV)           | Gerson Lucas (PV)            | 38.072                               | 38,64%                               |
|                          | Silvio Lopes (PSDB)        | Paulo Paes (PSDB)            | 17.815                               | 18,08%                               |
|                          | Francobr Corredor (PCB)    | Savio Da Otica (PCB)         | 1.295                                | 1,31%                                |
|                          | Professor Alexandre (PSTU) | Rafael (PSOL)                | 321                                  | 0,33%                                |
| Total de votos válidos   | Total de votos válidos     | Total de votos válidos       | 98.529                               | 98.529                               |
| Votos apurados           |                            |                              |                                      |                                      |
| Votos válidos            | Votos válidos              | Votos válidos                | 98.529                               | 93,81%                               |
| Votos em branco          | Votos em branco            | Votos em branco              | 2.130                                | 2,03%                                |
| Votos nulos              | Votos nulos                | Votos nulos                  | 4.372                                | 4,16%                                |
| Total de votos apurados  | Total de votos apurados    | Total de votos apurados      | 105.031                              | 105.031                              |
| Eleitores                |                            |                              |                                      |                                      |
| Comparecimentos          | Comparecimentos            | Comparecimentos              | 105.031                              | 85,7%                                |
| Abstenções               | Abstenções                 | Abstenções                   | 17.525                               | 14,3%                                |
| Total de eleitores aptos | Total de eleitores aptos   | Total de eleitores aptos     | 122.556                              | 122.556                              |
| Total de seções: 338     |                            |                              |                                      |                                      |
| Fontes:                  |                            |                              |                                      |                                      |

### Composição da Câmara Municipal
|                          |                          |                 |                 |          |         |
| Nº                       | Partido                  | Votos populares | Votos populares | Assentos | ±       |
| Nº                       | Partido                  | Votos           | %               | Assentos | ±       |
| 15                       | PMDB                     | 32.503          | 32,91%          | 5        | 5       |
| 23                       | PPS                      | 17.758          | 17,98%          | 2        | 1       |
| 70                       | PTdoB                    | 13.429          | 13,6%           | 2        | 2       |
| 45                       | PSDB                     | 8.530           | 8,64%           | 1        | 5       |
| 13                       | PT                       | 7.277           | 7,37%           | 1        | 1       |
| 19                       | PTN                      | 3.865           | 3,91%           | 1        | Estável |
| 43                       | PV                       | 3.299           | 3,34%           | 0        | -       |
| 12                       | PDT                      | 3.033           | 3,07%           | 0        | -       |
| 10                       | PRB                      | 1.854           | 1,88%           | 0        | -       |
| 17                       | PSL                      | 1.477           | 1,5%            | 0        | -       |
| 11                       | PP                       | 1.467           | 1,49%           | 0        | -       |
| 40                       | PSB                      | 1.181           | 1,2%            | 0        | -       |
| 21                       | PCB                      | 603             | 0,61%           | 0        | -       |
| 36                       | PTC                      | 479             | 0,49%           | 0        | 1       |
| 65                       | PCdoB                    | 371             | 0,38%           | 0        | -       |
| 27                       | PSDC                     | 367             | 0,37%           | 0        | -       |
| 22                       | PR                       | 343             | 0,35%           | 0        | -       |
| 20                       | PSC                      | 259             | 0,26%           | 0        | -       |
| 44                       | PRP                      | 235             | 0,24%           | 0        | -       |
| 50                       | PSOL                     | 234             | 0,24%           | 0        | -       |
| 16                       | PSTU                     | 100             | 0,1%            | 0        | -       |
| 25                       | DEM                      | 39              | 0,04%           | 0        | -       |
| 14                       | PTB                      | 35              | 0,04%           | 0        | -       |
| 28                       | PRTB                     | 9               | 0,01%           | 0        | -       |
| 31                       | PHS                      | 8               | 0,01%           | 0        | -       |
| Total de votos válidos   | Total de votos válidos   | 98.755          | 98.755          | 12       | 12      |
| Votos apurados           |                          |                 |                 | 12       | 12      |
| Total de votos válidos   | Total de votos válidos   | 98.755          | 94,02%          | 12       | 12      |
| Votos em branco          | Votos em branco          | 3.094           | 2,95%           | 12       | 12      |
| Votos nulos              | Votos nulos              | 3.182           | 3,03%           | 12       | 12      |
| Total de votos apurados  | Total de votos apurados  | 105.031         | 105.031         | 12       | 12      |
| Eleitores                |                          |                 |                 | 12       | 12      |
| Comparecimentos          | Comparecimentos          | 105.031         | 85,7%           | 12       | 12      |
| Abstenções               | Abstenções               | 17.525          | 14,3%           | 12       | 12      |
| Total de eleitores aptos | Total de eleitores aptos | 122.556         | 122.556         | 12       | 12      |
| Fontes:                  |                          |                 |                 |          |         |

### Vereadores eleitos
| Candidato(a) | Candidato(a)         | Partido | Votos | Votos       | Cidade de origem | Unidade federativa/País |
| Candidato(a) | Candidato(a)         | Partido | Total | Percentagem | Cidade de origem | Unidade federativa/País |
| ------------ | -------------------- | ------- | ----- | ----------- | ---------------- | ----------------------- |
|              | George Jardim        | PMDB    | 4.298 | 4,79%       | Macaé            | Rio de Janeiro          |
|              | Julinho Do Aeroporto | PMDB    | 4.130 | 4,6%        | Macaé            | Rio de Janeiro          |
|              | Paulo Antunes        | PMDB    | 3.610 | 4,02%       | Macaé            | Rio de Janeiro          |
|              | Luiz Fernando        | PMDB    | 3.520 | 3,92%       | Macaé            | Rio de Janeiro          |
|              | Dr. Eduardo          | PPS     | 3.447 | 3,84%       | Macaé            | Rio de Janeiro          |
|              | Mirinho              | PMDB    | 3.054 | 3,4%        | Macaé            | Rio de Janeiro          |
|              | Antonio Franco       | PTdoB   | 2.897 | 3,23%       | Macaé            | Rio de Janeiro          |
|              | Chico Machado        | PPS     | 2.604 | 2,9%        | Macaé            | Rio de Janeiro          |
|              | Paulo Paes Filho     | PSDB    | 2.448 | 2,73%       | Rio de Janeiro   | Rio de Janeiro          |
|              | Zezinho Crespo       | PTN     | 2.205 | 2,46%       | Campos           | Rio de Janeiro          |
|              | Dr. Lúcio Mauro      | PTdoB   | 2.045 | 2,28%       | Macaé            | Rio de Janeiro          |
|              | Danilo Funke         | PT      | 1.891 | 2,11%       | Brasília         | Distrito Federal        |
| Fontes:      |                      |         |       |             |                  |                         |